# Investigaciones sobre el origen del COVID-19
Hay varios esfuerzos en curso por parte de científicos, gobiernos, organizaciones internacionales y otros para determinar el origen del SARS-CoV-2, el virus responsable de la pandemia de COVID-19. La mayoría de los científicos dicen que, al igual que con otras pandemias en la historia de la humanidad, es probable que el virus tenga un origen zoonótico en un entorno natural y, en última instancia, se originó a partir de un virus transmitido por murciélagos. Se han propuesto varias otras explicaciones, incluidas muchas teorías de conspiración, sobre los orígenes del virus.
El SARS-CoV-2 tiene una similitud genética cercana con múltiples coronavirus de murciélagos identificados previamente, lo que sugiere que se traspasó a los humanos de los murciélagos. Se está investigando si el SARS-CoV-2 provino directamente de los murciélagos o indirectamente a través de hospedadores intermedios. Las secuencias iniciales del genoma del virus mostraron poca diversidad genética, aunque posteriormente surgieron una serie de variantes estables (algunas se extendieron más vigorosamente), lo que indica que es probable que el evento de propagación que introduce el SARS-CoV-2 en humanos haya ocurrido a fines de 2019. Las autoridades sanitarias y los científicos a nivel internacional afirman que, al igual que con el brote de SARS-1 de 2002-2004, los esfuerzos para rastrear los orígenes geográficos y taxonómicos específicos del SARS-CoV-2 podrían llevar años y los resultados podrían no ser concluyentes.
En enero de 2021, la Asamblea Mundial de la Salud (órgano de toma de decisiones de la OMS) encargó un estudio sobre los orígenes del virus, que se realizaría conjuntamente entre expertos de la OMS y científicos chinos. En marzo de 2021, los hallazgos de este estudio se publicaron en línea en un informe al Comisionado General de la OMS. Haciéndose eco de la evaluación de la mayoría de los virólogos, el informe determinó que lo más probable es que el virus tuviera un origen zoonótico en los murciélagos, posiblemente transmitido a través de un huésped intermedio. También afirmó que un origen de laboratorio para el virus era "extremadamente improbable". Los científicos encontraron útiles las conclusiones del informe de la OMS, pero señalaron que se necesitaba más trabajo. En Estados Unidos, la UE y otros países, algunos criticaron la falta de transparencia y acceso a los datos en la formulación del informe. In the US, the EU and other countries, some criticised the lack of transparency and data access in the report's formulation. La OMS emitió su informe del 30 de marzo junto con una declaración del director general de la OMS, Tedros Adhanom Ghebreyesus, diciendo que el asunto "requiere más investigación". El gobierno de Estados Unidos y otros 13 países y la Unión Europea emitieron declaraciones el mismo día, haciéndose eco de la crítica de Tedros al informe por la falta de transparencia y acceso a los datos en su formulación. En una conferencia de prensa posterior, el director general de la OMS dijo que era "prematuro" que el informe de la OMS descartara un posible vínculo entre una fuga de laboratorio y pidió a China que proporcione "datos sin procesar" y auditorías de laboratorio en una segunda fase de las investigaciones.
El 22 de julio de 2021, el gobierno chino celebró una conferencia de prensa en la que Zeng Yixin, viceministro de Salud de la Comisión Nacional de Salud (CNS), dijo que China no participaría en una segunda fase de la investigación de la OMS, denunciándola como "impactante". y "arrogante".